# Капка Георгиева (журналистка)
Вижте пояснителната страница за други личности с името Капка Георгиева.
Капка Георгиева (р. 9 март 1964 г.), моминско име Капка Георгиева Ибришимова, по-късно Капка Сидерова (по мъж) е българска журналистка и писателка.

## Професионално развитие
Работила е като редактор и политически коментатор във вестниците „Литературен вестник“ (1991-1993), „24 часа“ - от 1993 г., „Труд“, „Монитор“. Водила е рубрики, свързани с Православие, народен фолклор, мистика, окултизъм, тайни общества.
Капка Сидерова е главен редактор на вестник „Атака“ от основаването му на 17 октомври 2005 г. През 2011 г. е уволнена от вестника.

## Семейство
Била е омъжена за Кин Стоянов, син на Радой Ралин. С Кин Стоянов имат син Димитър Стоянов.
От 1991 г. живее на семейни начала с Волен Сидеров. На 11 ноември 2006 г. те официално сключват граждански и църковен брак, и Капка приема фамилията Сидерова. Ритуалите са проведени в град Кърджали. Кумове са директорът на телевизия СКАТ Валери Симеонов и Женя Баракова. Развеждат се през 2011 г.